# 한송이 (배구 선수)
한송이(韓송이·1984년 9월 5일 ~ )은 대한민국의 전 배구 선수다. 가족은 부모님과 언니가 있는데, 그 중 언니는 현대건설 소속의 배구 선수로 주로 뛰었고 배구 국가대표로 자주 출전하여 이름을 알렸으며, 현재는 KBS N 스포츠의 배구 해설위원이자 유소년 배구 지도자로 활동하고 있는 한유미이다. 스파이크 높이는 305cm, 블로킹 높이는 298cm이다. 종교는 불교이다.
2002년 한국도로공사에 입단했고, 2008년 흥국생명으로 이적했다. 이적을 두고 외압설이 나돌기도 했지만 3년 계약에 당시 최대 금액인 1억 5천만원으로 입단하게 되었다. 이는 당시 남자부 최고 연봉을 받던 후인정의 1억 3천만원을 넘는 금액이어서, 당시 남자부 대전 삼성화재 블루팡스의 최태웅의 연봉이 그와 같은 연봉으로 인상되는 원인이 되었다. 2008–09 시즌에 부진한 모습을 보였기 때문에 새로운 시즌 전 연봉이 1억 2천만원으로 삭감되었다. 다시 FA를 선언하여 2011년 5월 13일에 GS칼텍스 서울 KIXX로 이적했고, 2012년 런던 올림픽을 계기로 기량을 회복했다. 2014년 인천 아시안 게임에서 라이트로 출전하여 팀의 블로킹을 책임지며 한국팀이 금메달을 획득하는 데에 큰 기여를 하였다. 2015–16시즌부터 소속팀에서 센터로 포지션을 변경해 맹활약 중이다. 2017년 6월 4일 한송이, 시은미 <-> 문명화, 김진희의 2:2 트레이드로 대전 KGC인삼공사로 이적하였다.
2024년 4월에 현역 은퇴를 선언했다.

## 국가 대표 경력
- 2001년 아시아 유스 선수권 대회, 세계 유스 선수권 대회
- 2002년 아시아 청소년 선수권 대회
- 2003년 세계 유스 선수권 대회
- 2004년 아테네 올림픽
- 2010년 광저우 아시안 게임
- 2012년 런던 올림픽
- 2014년 인천 아시안 게임

※ 위 경력은 성인 대표팀 외의 대표 경력만을 기술하였으며, 성인 대표팀 경력은 선수 정보의 국가대표팀 란에 별도로 기술된다.

## 주요 수상 경력
- 2003년 한국배구슈퍼리그 신인상
- 2004년 한국 배구 V투어 라운드별 MVP, 인기상
- 2008년 V-리그 2008–09 득점상, 백어택상
- 2012년 KOVO컵 대회 MVP (팀 우승)

## 2008–09 시즌
2007–08 시즌이 끝난 직후 무릎 수술을 받으며 재활을 거쳐야 했다. 물론 흥국생명으로 이적한 후에도 재활을 했으며, 양산시에서 열린 IBK기업은행컵 프로배구에서 잠깐 모습을 보이기도 했지만, 개막을 앞두고 다시 부상을 당해 재활을 이어갔다. 팀 내 외국인 선수 카리나 오카시오가 충수염 수술로 빠지면서 그는 카리나의 빈 자리를 메워야 했지만 부상으로 인해 실전 감각은 무뎌졌고, 수비에서도 불안을 노출하였다. 공격에서조차 34.68%의 성공률(297개 시도에 103개 성공)을 기록하였고, 득점에서조차 115점에 그치는 데뷔 이후 최악의 부진을 보였다.